# Firangi
La firangi (/fəˈrɪŋɡiː/; derivat del terme àrab (al- faranji) en referència als europeus occidentals [els "Francs"]), (Marathi:फिरंगाना) era un tipus d'espasa hindú muntada amb fulles fabricada a Europa Occidental, particularment a Solingen, i importades pels portuguesos, o fabricades localment imitant les fulles europees.

## Característiques físiques

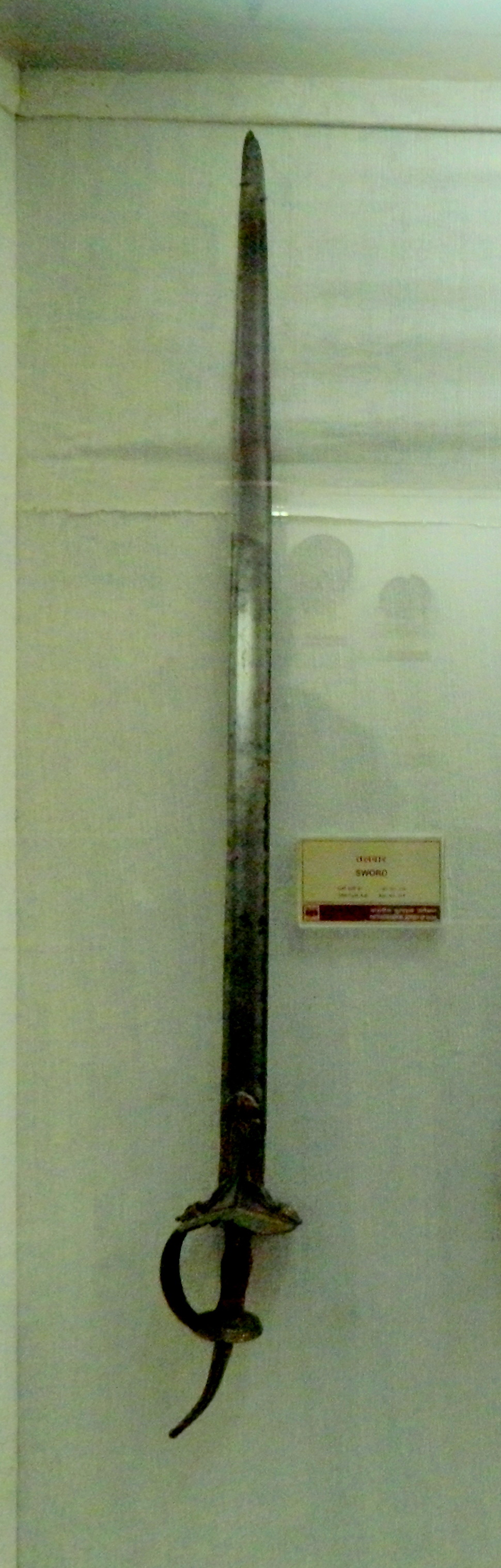
Típica espasa firangi

L'espasa firangi característica tenia una llargària de 89 a 96 centímetres, una fulla recta amb dos fils o, més comunament, només un. La fulles sovint incorporava una, dues o tres canaladures i tenia la punta en forma de llança de tal manera que es podia fer servir per tallar i estocar. S'han trobat exemplars amb fulles llargues i estretes de rapiére, encara que poques. L'empunyadura era del tipus sovint anomenat "cistell indi" ("Indian basket-hilt") i era idèntic al d'una altra espasa índia, la khanda. L'empunyadura proporcionava una protecció considerable per a la mà i tenia un espigó prominent que sobresortia del pom que es podia agafar per fer servir la espasa amb les dues mans. Igual que altres espases índies contemporànies, l'empunyadura de la firangi era generalment de ferro i l'espiga s'hi unia mitjançant una resina molt forta, a més, la connexió de l'empunyadura a la fulla es reforçava amb projeccions des de l'empunyadura cap a les dues cares del terç fort de la fulla que es reblaven juntes, tot i que la fulla estava foradada. Els millors exemples d'aquest tipus d'espasa podien ser finament decorats amb d'or "koftigari" tant a l'empunyadura com a la fulla.

## Ús

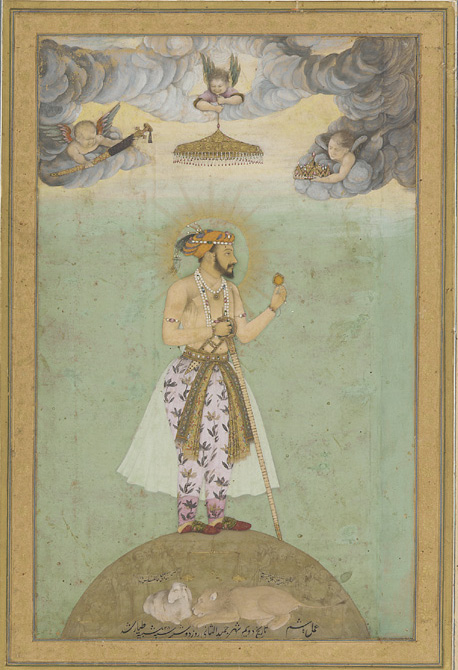
L'emperador mogol Xa Jahan de peu, portant un lliri i una espasa de firangi com a símbol de poder marcial.

Per la seva longitud, la firangi sol considerar-se principalment una arma de cavalleria. Les il·lustracions suggereixen que es va desenvolupar a primers del segle xvi, tot i que els primers exemplars semblen haver tingut guarnicions amb forma de creu més simples, semblants a les dels talwar. L'espasa ha estat especialment associada amb els Marathas, famosos per la seva cavalleria. No obstant, les firangi van ser àmpliament utilitzats pels mogols i aquells pobles que es trobaven sota el seu domini, incloent sikhs i rajputs. Imatges de potentats mogol portant firangis, o acompanyats de servents que porten les armes dels seus mestres, suggereixen que l'espasa es va convertir en un símbol de la virtut i el poder marcials. Les fotografies dels oficials indis a cavall mostren que la firangi encara estava en ús actiu durant la Rebel·lió índia de 1857.